# Моно (убангийский народ)
Моно (англ. mono) — адамава-убангийский народ, населяющий северо-западные районы Демократической Республики Конго — на левом берегу Убанги в окрестностях городов Бособоло и Били (провинция Северное Убанги), а также в окрестностях города Либенге (провинция Южное Убанги). Общая численность оценивается в 173 тысячи человек.
Моно расселены в соседстве с народом нгомбе группы банту, а также в соседстве с такими родственными адамава-убангийскими народами, как нгбака, нгбака ма’бо, банда и другими.
Представители народа моно говорят на языке моно языковой ветви банда, традиционно включаемой в состав убангийской подсемьи адамава-убангийской семьи нигеро-конголезской макросемьи. Данный язык известен также под названием «амоно». Распадается на диалекты били, бубанда, галаба, кага и мпака. Наиболее близок языку гобу. В основе письменности лежит латинский алфавит. Как второй язык моно распространён среди носителей близкородственных языков гбанзири, гобу, средне-южный банда, нгбунду, южно-центральный банда и банда-тогбо-вара, а также среди носителей нило-сахарского языка фуру. Наряду с родным языком среди моно также распространены языки лингала, нгбака и санго.
Согласно данным сайта организации Joshua Project, подавляющее большинство представителей народа моно исповедует христианство (95 %), небольшие группы моно придерживаются традиционных верований (5 %).